# Перитеций

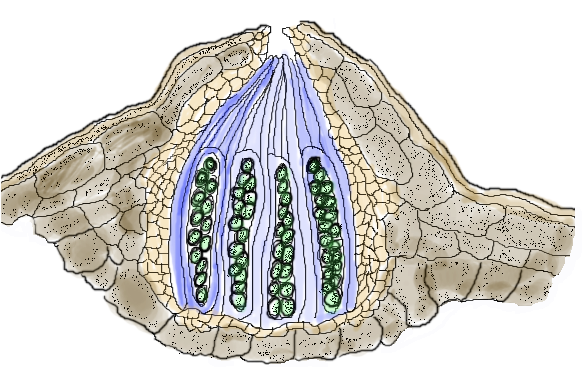
Строение перитеция

Перите́ций (лат. perithecium — от др.-греч. περί, «вокруг» и др.-греч. θήκη, «вместилище, сумка») — полузакрытый тип аскомы (плодового тела), характерный для пиреномицетов и некоторых эуаскомицетов.
Большинство перитециев имеют микроскопические размеры и незаметны невооружённым глазом. Наиболее часто встречаются перитеции округлой или грушевидной формы, на верхушке имеется выводное отверстие в виде трещины или поры. Располагаются непосредственно на мицелии или же на строме или внутри неё.
Внутри перитеция образуются булавовидные или цилиндрические аски со спорами, перемежающиеся с длинными стерильными гифами — парафизами. Ближе к выходному отверстию перитеция аски и парафизы заменены короткими гифами — перифизами.
При созревании спор зрелый аск поднимается до выходного отверстия и выбрасывает спору наружу, затем опускаясь и освобождая место следующим аскам.